# Gare de Trentels-Ladignac
La gare de Trentels-Ladignac était une gare ferroviaire française de la ligne de Niversac à Agen, située au lieu-dit Ladignac sur le territoire de la commune de Trentels, dans le département de Lot-et-Garonne en région Nouvelle-Aquitaine.
Elle est mise en service en 1863 par la Compagnie du chemin de fer de Paris à Orléans (PO). 
C'est une halte voyageurs de la Société nationale des chemins de fer français (SNCF) du réseau TER Nouvelle-Aquitaine, desservie par des trains express régionaux.
En raison d’un manque de fréquentation d’après la SNCF, depuis le 13 décembre 2020, les trains ne s’arrêtent plus. Ils sont remplacés par des TAD (Transport À la Demande).

## Situation ferroviaire
Établie à 77 mètres d'altitude, la gare de Trentels-Ladignac est située au point kilométrique (PK) 615,549 de la ligne de Niversac à Agen, entre les gares de Monsempron-Libos et de Penne.

## Histoire
La « station de Trentels-Ladignac » est mise en service le 3 août 1863 par la Compagnie du chemin de fer de Paris à Orléans (PO), lorsqu'elle ouvre à l'exploitation la ligne à voie unique de Niversac à Agen.
En 1871 la recette annuelle de la station de « Trentels-Ladignac », du réseau d'Orléans, est de 11 173 francs et pour l'année 1882 elle est de 21 951 francs.
En 2014, c'est une gare voyageurs d'intérêt local (catégorie C : moins de 100 000 voyageurs par an de 2010 à 2011), qui dispose d'un quai (voie unique), d'une longueur totale de 90 m, et un abri.

## Service des voyageurs

### Accueil
Halte SNCF c'est un point d'arrêt non géré (PANG) à entrée libre.

### Desserte
Trentels-Ladignac était une halte voyageurs du réseau TER Nouvelle-Aquitaine, desservie par des trains express régionaux de la relation Périgueux - Agen (ligne 48).

### Intermodalité
Le stationnement des véhicules est possible dans l'ancienne cour de la gare près de l'ancien bâtiment voyageurs.

## Patrimoine ferroviaire
L'ancien bâtiment voyageurs d'origine est un bâtiment type à deux ouvertures de la compagnie du PO. Sur une base rectangulaire, il dispose d'un étage sous une toiture à deux pans.